# 城市大亨：紐約
《城市大亨：紐約》（中国大陆又译作）是Deep Red制作的虚拟经营游戏。英文版於2006年2月24日由Atari发行。簡體中文版於2007年由星空娛動代理，北京科海電子出版社出版。

## 相关項目
- 虚拟经营游戏

## 外部連結
- 《城市大亨：纽约》攻略心得 太平洋游戏网 PC攻略心得
- 《城市大亨：纽约》白手起家做大亨独家试玩简评 太平洋游戏网 PC游戏评论

1. 1 2  . 腾讯. 2007-04-28  [2017-03-28]. （原始内容存档于2019-10-02） （中文）.